# Jean-Jacques Susini
Jean-Jacques Susini (Algeri, 30 luglio 1933 – Parigi, 3 luglio 2017) è stato un politico francese.
Fu, assieme a Pierre Lagaillarde, il cofondatore dell'Organisation de l'armée secrète (OAS).

## Biografia
Nato da una famiglia d'origine còrsa, dopo essersi diplomato all'età di 15 anni e ha iniziato gli studi di medicina ad Algeri.
Nel 1948 aderisce all'RPF, partito fondato e guidato dal generale de Gaulle, collocandosi nettamente nell'ala destra del movimento, tra i più convinti sostenitori di un golpe contro la Quarta Repubblica. Successivamente si avvicinò al gruppetto neofascista di estrema destra Giovane Nazione.
Nel 1958, in vista dell'inizio dell'Operazione Resurrezione, Susini fondò il Movimento Nazionale Studentesco, pro-Algeria francese, che, all'indomani del 13 maggio, si portò nella macchia nella regione del Forez. Pochi giorni dopo l'investitura ufficiale del generale de Gaulle alla Presidenza della Repubblica, rientrò a casa.
L'anno successivo Susini divenne presidente dell'Associazione generale degli studenti algerini.
Nel gennaio 1960 fu tra gli organizzatori, insieme a Joseph Ortiz e l'avvocato Pierre Lagaillarde, delle giornate della barricate ad Algeri. La sua attiva partecipazione alla sommossa gli valse la reclusione nel carcere di La Santé. Beneficiando di un rilascio provvisorio, fuggì e trovò asilo nella Spagna franchista. A Madrid, insieme a Lagillarde, fondò nel marzo 1961 l'Organisation de l'armée secrète (OAS), un'organizzazione clandestina, composta da civili e militari disertori, che continuasse con metodi terroristici la lotta per l'Algeria francese. Tornò ad Algeri il 22 aprile successivo durante il putsch dei generali. In seguito al fallimento dell'insurrezione, rientrò nella capitale spagnola dove, nel maggio 1961, insieme al generale Paul Gardy, ai colonnelli Roger Gardes e Yves Godard, al tenente Roger Degueldre, al dottor Jean-Claude Peréz costituì il comitato direttivo dell'OAS. Susini, vero architetto di quest'operazione di riorganizzazione, si attribuì la direzione dell'azione psicologica e la propaganda dell'organizzazione (APP). Dopo l'arresto dei generali Raoul Salan e Edmond Jouhaud Susini ha assunto il comando dell'OAS. In seguito al riconoscimento del governo francese dell'indipendenza dell'Algeria, il 30 luglio 1962 riparò in Italia, dove visse per cinque anni sotto falsa identità. Fu condannato due volte, in contumacia, alla pena di morte dal Tribunale per la sicurezza dello Stato, per la sua appartenenza all'OAS e per essere stato l'istigatore del fallito attentato contro il Presidente della Repubblica de Gaulle al memoriale del monte Faron a Tolone nell'agosto 1964.
Amnistiato su decisione del generale de Gaulle nel 1968, con gli altri dirigenti dell'OAS ancora incarcerati, Susini tornò in Francia, ma, sospettato di aver architettato una rapina, fu nuovamente arrestato nel marzo 1970 e posto imprigionato per sedici mesi prima di essere assolto dalla Corte d'assise delle Bocche del Rodano.
Nell'ottobre 1972 Susini fu nuovamente arrestato e posto in custodia cautelare per due anni per aver organizzato il rapimento e la scomparsa del colonnello Raymond Gorel, ex tesoriere dell'OAS, e fu assolto dalla Corte d'assise delle Bocche del Rodano. Ha terminato gli studi di medicina nel 1978, ha conseguito un diploma superiore in economia, ha amministrato una piccola impresa e ha lavorato come consulente. Fu nuovamente amnistiato nel 1981, in seguito all'elezione di François Mitterrand.
Candidato per il Fronte Nazionale alle elezioni legislative del 1997 nel 4° collegio delle Bocche del Rodano, è stato battuto al secondo turno da Guy Hermier (PCF) ottenendo il 41,64% dei voti. Dopo la scissione del FN, è rimasto in questo partito contrapponendosi al Movimento Nazionale Repubblicano (MNR).